# Hippolyte Marie Crouan
Hippolyte Marie Crouan (Brest, 22 de noviembre de 1802 - † ibíd. 4 de junio de 1871) fue un farmacéutico, botánico, algólogo, y micólogo francés.

## Biografía
Era hijo de Stephen Florent Crouan, proveedor de la marina, que era conocido en Brest en el momento de la revolución bajo el nombre de  Crouan-Chandelle (La candela de Crouan), y hermano menor de Pierre Louis Crouan y primo del armador de Nantes René-Denis Crouan (1806-1891)

## Algunas publicaciones
Los hermanos Crouan siempre firmaron sus publicaciones juntos, no siendo posible distinguir la obra de Pedro de la de Hipólito. Sin embargo cada uno de los dos hermanos se considera autoridad taxonómica completa y cada uno en su propia abreviatura de botánico.
- 1852. Algues marines du Finistère, 3 vv.

- 1867. Florule de Finistère, Contenant des Descriptions de 360 Espèces Nouvelles de Sporogames, des Nombreuses Observations. Paris & Brest, i-x, 262 pp. 32 col. tab.

## Honores

### Eponimia
Género de algas
- Crouania J.Agardh, 1842

Género de champiñones
- Crouania Fuckel, 1870, nomen illeg., se aceptó Lamprospora

## Fuente
- Jaussaud, P.; É.R. Brygoo, Del Jardín al Museo en 516 biografías, Museo Nacional de Historia Natural de Francia, 2004, 630 pp.
- Esta obra contiene una traducción  derivada de «Hippolyte-Marie Crouan» de Wikipedia en francés, concretamente de esta versión, publicada por sus editores bajo la Licencia de documentación libre de GNU y la Licencia Creative Commons Atribución-CompartirIgual 4.0 Internacional.
- La abreviatura «H.Crouan» se emplea para indicar a Hippolyte Marie Crouan como autoridad en la descripción y clasificación científica de los vegetales.[2]